# Jean Chacornac
Jean Chacornac, francoski astronom, * 21. junij 1823, Lyon, Francija, † 23. september 1873, Lyon.

## Življenje in delo
Chacornac je deloval na observatorijih v Marseillu in Parizu. Odkril je šest asteroidov in zvezdo NGC 1988 v ozvezdju Bika.

## Priznanja

### Poimenovanja
Po njem se imenuje asteroid 1622 Chacornac in krater Chacornac na Luni.
1. ↑  data.bnf.fr: platforma za odprte podatke — 2011.
2. ↑  podatkovna baza Léonore — ministère de la Culture.
3. ↑  https://fr.wikisource.org/wiki/Chacornac
4. ↑  Obsevatorij Haute-Provence — 1937.